# Kahlersberg
Kahlersberg är ett berg i Österrike, på gränsen till Tyskland. Det ligger i den centrala delen av landet. Toppen på Kahlersberg är 2 350 meter över havet. Klättringsstigarna upp till toppen bedöms av Deutscher Alpenverein som mindre svår (WS).
Trakten runt Kahlersberg består i huvudsak av kala bergstoppar och gräsmarker.